# Kenneth Edgeworth
Kenneth Essex Edgeworth (26 février 1880 - 10 octobre 1972) était un astronome, économiste et ingénieur irlandais.

## Biographie
Edgeworth naquit à Streete, comté de Westmeath, où son oncle avait fondé un observatoire. Après avoir obtenu une bourse scolaire pour étudier au Royaume-Uni, il devint ingénieur-officier dans l’armée anglaise, et y combattit lors de la Première Guerre mondiale, au cours de laquelle il fut plusieurs fois décoré. Il retourna vivre en Irlande dans les années 1930, où il se consacra à l’économie et à l’astronomie.

## Astronome
Kenneth Edgeworth est connu pour avoir, dès les années 1940, postulé l’existence d’un disque de corps mineurs au-delà de l’orbite de Neptune. Cette hypothèse fut également formulée par Gerard Kuiper qui la publia une dizaine d’années plus tard. Les observations ultérieures (depuis la découverte de QB1 en 1992) ont confirmé cette hypothèse par la détection de centaines d’objets dont le plus gros découvert jusqu’à présent ((136199) Éris) dépasse Pluton en masse. Cette nouvelle ceinture est désignée à présent sous le nom de ceinture d’Edgeworth-Kuiper (ou de ceinture de Kuiper).

## Divers
- L’astéroïde (3487) Edgeworth a été nommé en son honneur.